# Colias berylla
Colias berylla is een vlindersoort uit de familie van de Pieridae (witjes), onderfamilie Coliadinae.
Colias berylla werd in 1904 beschreven door Fawcett.